# Дейв Менне
Де́від Дже́ремі Менне́ (англ. David Jeremy Menne; *29 липня 1974, Міннеаполіс, Міннесота, США) — американський спортсмен, професійний боєць змішаного стилю. Чемпіон світу зі змішаних бойових мистецтв у середній ваговій категорії за версією UFC (2001 – 2002 роки).
Дейв Менне найбільше відомий як перший чемпіон UFC у вазі до 84 кг. Він виборов титул наприкінці 2001 року в змаганні з перспективним на часі бійцем Гілом Кастілло, але програв титул наступному претенденту, бразильському греплеру Мурілу Бустаманте. Подальшого успіху в цьому чемпіонаті Менне не досягнув.
Протягом своєї бійцівської кар'єри Менне здобув декілька важливих перемог на міжнародному рівні. У 2000 році він брав участь у Гран-прі «King of Kings» під егідою FNR, де пройшов у чвертьфінал, перемігши Роберто Травена, дворазового чемпіона світу з дзюдзюцу (IBJJF) та греплінгу (ADCC). Подальшої участі у турнірі не брав.
У 2001 році виграв турнір з сідокан-дзюцу «Warriors War» в Кувейті, де в чвертьфіналі переміг майбутнього чемпіона UFC Карлоса Ньютона.
На локальному рівні (в США) Дейв Менне виграв декілька популярних турнірів-четвірок: чотири турніри серії «Extreme Challenge», один турнір серії «Gladiators». Також виграв турнір-вісімку під егідою H'n'S, і був чемпіоном цієї організації, але не захищав титул.
Кар'єра Девіда Менне охоплює період у 15 років і понад 60 боїв лише за правилами змішаних єдиноборств.